# Giá trị kỳ vọng
Trong lý thuyết xác suất và thống kê, giá trị kỳ vọng (Tiếng Anh: expected value), giá trị mong đợi (hoặc kỳ vọng toán học) của một biến ngẫu nhiên là trung bình có trọng số là xác suất của tất cả các giá trị cụ thể của biến đó. Nói cách khác, giá trị kỳ vọng được tính bằng tổng các tích giữa xác suất xảy ra của mỗi giá trị có thể của biến với giá trị đó. Lưu ý rằng bản thân giá trị đó có thể không được "mong đợi" theo nghĩa thông thường. Nó có thể ít có khả năng xảy ra hoặc không thể xảy ra.

Giá trị kỳ vọng của biến ngẫu nhiên liên tục là toàn bộ diện tích dưới đường cong với trục hoành là giá trị đầu ra của biến ngẫu nhiên và trục tung là xác suất xảy ra cho mỗi giá trị đầu ra

Ví dụ, một vòng quay roulette có 38 kết quả có thể có khả năng như nhau. Mỗi lần đặt cược vào một số duy nhất thắng 35 (nghĩa là nếu thắng, ta được trả 35 lần số tiền đặt cược, ngược lại mất tiền). Do đó, xét cả 38 kết quả có thể, giá trị kỳ vọng của khoản lợi thu được từ 1 đôla đặt cược cho một số duy nhất là:
{\displaystyle \left(-\$1\times {\frac {37}{38}}\right)+\left(\$35\times {\frac {1}{38}}\right),}
nghĩa là khoảng -$0.0526. Do đó, giá trị kỳ vọng là ta sẽ mất trung bình hơn năm xu cho mỗi dollar tiền đặt cược.
Ta kí hiệu giá trị kì vọng của một biến ngẫu nhiên {\displaystyle X} là {\displaystyle \mathbb {E} [X],\mathbb {E} (X),\mathbb {E} X}

## Định nghĩa toán học
Thông thường, nếu {\displaystyle X\,} là một biến ngẫu nhiên xác định trên một không gian xác suất {\displaystyle (\Omega ,P)\,}, thì giá trị kỳ vọng của {\displaystyle X\,} (ký hiệu {\displaystyle \mathrm {E} [X]\,} hoặc đôi khi {\displaystyle \langle X\rangle } hoặc {\displaystyle \mathbb {E} [X]}) được định nghĩa như sau
{\displaystyle \mathrm {E} [X]=\int _{\Omega }X(\omega )\,dP(\omega )}
trong đó sử dụng tích phân Lebesgue. Lưu ý rằng không phải mọi biến ngẫu nhiên đều có một giá trị kỳ vọng, do có thể không tồn tại tích phân (ví dụ phân bố Cauchy). Hai biến ngẫu nhiên có cùng phân bố xác suất sẽ có giá trị kỳ vọng bằng nhau.
Nếu {\displaystyle X} là một biến ngẫu nhiên rời rạc với các giá trị {\displaystyle x_{1}}, {\displaystyle x_{2}},... và các xác suất tương ứng là {\displaystyle p_{1}}, {\displaystyle p_{2}},... với tổng bằng 1, thì {\displaystyle \mathrm {E} [X]} có thể được tính bằng tổng của chuỗi
{\displaystyle \mathrm {E} [X]=\sum _{i}p_{i}x_{i}\,}
cũng như trong ví dụ đánh bạc nêu trên.
Nếu phân bố xác suất của {\displaystyle X} chấp nhận một hàm mật độ xác suất {\displaystyle f(x)}, thì giá trị kỳ vọng có thể được tính như sau
{\displaystyle \mathrm {E} [X]=\int _{-\infty }^{\infty }xf(x)\,\mathrm {d} x.}
Định nghĩa của trường hợp rời rạc trực tiếp suy ra rằng nếu {\displaystyle X} là một hằng biến ngẫu nhiên (constant random variable), nghĩa là {\displaystyle X=b} với một {\displaystyle b} là một số thực không đổi nào đó, thì giá trị kỳ vọng của {\displaystyle X} cũng bằng {\displaystyle b}.
Giá trị kỳ vọng của một hàm g(x) tùy ý của x, với hàm mật độ xác suất f(x) có công thức
{\displaystyle \mathrm {E} [g(X)]=\int _{-\infty }^{\infty }g(x)f(x)\,\mathrm {d} x.}

## Các tính chất

### Tuyến tính
Phép toán giá trị kỳ vọng (hay phép toán kỳ vọng) {\displaystyle \mathrm {E} } là ánh xạ tuyến tính theo nghĩa sau
{\displaystyle \mathrm {E} [aX+bY]=a\mathrm {E} [X]+b\mathrm {E} [Y]\,}
với hai biến ngẫu nhiên {\displaystyle X} và {\displaystyle Y} bất kỳ (được định nghĩa trên cùng một không gian xác suất) và hai số thực bất kỳ {\displaystyle a} và {\displaystyle b}.

### Kỳ vọng có điều kiện
Với hai biến ngẫu nhiên bất kỳ {\displaystyle X,Y}, ta có thể định nghĩa kỳ vọng có điều kiện (conditional expectation):
{\displaystyle \mathrm {E} [X|Y]=\mathrm {E} [X|Y=y]=\sum _{x}x\cdot \mathrm {P} (X=x|Y=y).}
Khi đó giá trị kỳ vọng của {\displaystyle X} thỏa mãn
{\displaystyle {\begin{matrix}\mathrm {E} \left(\mathrm {E} [X|Y]\right)&=&\sum _{y}\mathrm {E} [X|Y=y]\cdot \mathrm {P} (Y=y)\\&=&\sum _{y}\left(\sum _{x}x\cdot \mathrm {P} (X=x|Y=y)\right)\cdot \mathrm {P} (Y=y)\\&=&\sum _{y}\sum _{x}x\cdot \mathrm {P} (X=x|Y=y)\cdot \mathrm {P} (Y=y)\\&=&\sum _{y}\sum _{x}x\cdot \mathrm {P} (Y=y|X=x)\cdot \mathrm {P} (X=x)\\&=&\sum _{x}x\cdot \mathrm {P} (X=x)\cdot \left(\sum _{y}\mathrm {P} (Y=y|X=x)\right)\\&=&\sum _{x}x\cdot \mathrm {P} (X=x)\\&=&\mathrm {E} [X].\end{matrix}}}
Do đó, đẳng thức sau là đúng:
{\displaystyle \mathrm {E} [X]=\mathrm {E} \left(\mathrm {E} [X|Y]\right).}
Vế phải của đẳng thức được gọi là kỳ vọng lặp. Mệnh đề này được nói đến trong quy tắc kỳ vọng lặp (law of iterated expectation - LIE)

### Bất đẳng thức
Nếu một biến ngẫu nhiên X luôn nhỏ hơn hay bằng một biến ngẫu nhiên Y khác, kỳ vọng của X cũng nhỏ hơn hay bằng kỳ vọng của Y:
Nếu {\displaystyle X\leq Y}, thì {\displaystyle \mathrm {E} [X]\leq \mathrm {E} [Y]}.
Đặc biệt, do {\displaystyle X\leq |X|} và {\displaystyle -X\leq |X|}, giá trị tuyệt đối của kỳ vọng của một biến ngẫu nhiên nhỏ hơn hay bằng kỳ vọng của giá trị tuyệt đối của nó:
{\displaystyle |\mathrm {E} [X]|\leq \mathrm {E} [|X|]}

### Biểu diễn
Công thức sau đúng với mọi biến ngẫu nhiên giá trị thực không âm {\displaystyle X} (sao cho {\displaystyle \mathrm {E} [X]<\infty }), và số thực {\displaystyle \alpha } lớn hơn 0:
{\displaystyle \mathrm {E} [X^{\alpha }]=\alpha \int _{0}^{\infty }t^{\alpha -1}\mathrm {P} (X>t)\mathrm {d} t.}

### Không có tính nhân
Nói chung, phép toán giá trị kỳ vọng không có tính nhân, nghĩa là {\displaystyle \mathrm {E} [XY]} không nhất thiết bằng {\displaystyle \mathrm {E} [X]\mathrm {E} [Y]}, ngoại trừ nếu {\displaystyle X} và {\displaystyle Y} là độc lập hoặc không tương quan (uncorrelated).
Sự không có tính nhân này dẫn đến nghiên cứu về hiệp phương sai (covariance) và sự tương quan (correlation).

### Không bất biến về hàm
Nói chung, phép toán kỳ vọng và hàm của các biến ngẫu nhiên không có tính hoán vị; nghĩa là
{\displaystyle \mathrm {E} [g(X)]=\int _{\Omega }g(X)\,\mathrm {d} P\neq g(\operatorname {E} X),}
trừ trường hợp được ghi chú như ở trên.

## Ứng dụng của giá trị kỳ vọng
Các giá trị kỳ vọng của các lũy thừa của {\displaystyle X} được gọi là mômen (moment) của {\displaystyle X}; mômen quanh trung bình (moment about the mean) của {\displaystyle X} là các giá trị kỳ vọng của các lũy thừa của {\displaystyle X-\mathrm {E} [X]}. Mômen của một số biến ngẫu nhiên có thể được sử dụng để xác định phân bố của chúng, bằng các hàm sinh mômen (moment generating function) của chúng.
Để ước lượng bằng thực nghiệm giá trị kỳ vọng của một biến ngẫu nhiên, người ta liên tục thực hiện các quan sát về biến đó và tính trung bình cộng của các kết quả. Quy trình này ước lượng giá trị kỳ vọng thực sự bằng một cách không thiên lệch và có tính chất cực tiểu hóa tổng bình phương của các thặng dư (tổng bình phương của các hiệu giữa các quan sát và ước lượng). Luật số lớn chứng minh rằng (trong điều kiện ôn hòa) khi kích thước của mẫu thống kê lớn lên thì phương sai của ước lượng này sẽ nhỏ đi.
Trong Cơ học cổ điển, tâm khối (center of mass) là khái niệm tương đương với giá trị kỳ vọng. Ví dụ, giả sử {\displaystyle X} là một biến ngẫu nhiên rời rạc với các giá trị {\displaystyle x_{i}} và các xác suất tương ứng {\displaystyle p_{i}}. Xét một thanh ngang có trọng lượng không đáng kể, trên đó đặt các quả cân, tại các vị trí {\displaystyle x_{i}} là các khối lượng {\displaystyle p_{i}} (với tổng bằng 1). Điểm mà tại đó thanh ngang được thăng bằng (trọng tâm của nó) là {\displaystyle \mathrm {E} [X]}. (Tuy nhiên, cần lưu ý rằng tâm khối không đồng nghĩa với trọng tâm (center of gravity).)

## Kỳ vọng của ma trận
Nếu {\displaystyle X} là một ma trận {\displaystyle m\times n}, giá trị kỳ vọng của {\displaystyle X} là một ma trận của các giá trị kỳ vọng:
{\displaystyle \mathrm {E} [X]=\mathrm {E} {\begin{bmatrix}x_{1,1}&x_{1,2}&\cdots &x_{1,n}\\x_{2,1}&x_{2,2}&\cdots &x_{2,n}\\\vdots \\x_{m,1}&x_{m,2}&\cdots &x_{m,n}\end{bmatrix}}={\begin{bmatrix}\mathrm {E} (x_{1,1})&\mathrm {E} (x_{1,2})&\cdots &\mathrm {E} (x_{1,n})\\\mathrm {E} (x_{2,1})&\mathrm {E} (x_{2,2})&\cdots &\mathrm {E} (x_{2,n})\\\vdots \\\mathrm {E} (x_{m,1})&\mathrm {E} (x_{m,2})&\cdots &\mathrm {E} (x_{m,n})\end{bmatrix}}}
Tính chất này được dùng trong các ma trận hiệp phương sai (covariance matrix).